# Esko Kiviranta
Esko Emil Kiviranta, född 2 september 1950 i Sagu, är en finländsk politiker (Centern). Han är ledamot av Finlands riksdag sedan 2003. Kiviranta är jordbrukare, agronomie- och forstmagister samt vicehäradshövding.
Kiviranta blev omvald i riksdagsvalet 2015 med 5 994 röster från Egentliga Finlands valkrets.

## Utmärkelser
- Riddartecknet av Finlands Vita Ros’ orden,  6 december 2000[3]
- Riddartecknet av I klass av Finlands Lejons orden,  6 december 2011[3]
- Riddartecknet av I klass av Finlands Vita Ros’ orden,  6 december 2022[4]

[Redigera Wikidata]